# (58152) Natsöderblom
(58152) Natsöderblom ist ein Asteroid des mittleren Hauptgürtels, der vom deutschen Astronomen Freimut Börngen am 12. August 1988 am Karl-Schwarzschild-Observatorium (IAU-Code 033) im Tautenburger Wald entdeckt wurde.
Die Bahn von (58152) Natsöderblom wurde im Jahre 2003 gesichert, so dass eine Nummerierung vergeben werden konnte. Am 10. November desselben Jahres wurde der Asteroid auf Vorschlag von Freimut Börngen nach dem schwedischen lutherischer Theologen Nathan Söderblom (1866–1931) benannt. Söderblom erhielt 1930 den Friedensnobelpreis für seinen Einsatz in der Ökumene.